# A Rose by Any Name
A Rose by Any Name è un singolo del gruppo statunitense Blondie, lanciato il 24 giugno 2013.